# Abel Hugo
Joseph-Abel Hugo (París, 15 de noviembre de 1798-ib., 7 de febrero de 1855) fue un escritor, periodista e hispanista francés. Fue el hijo mayor del general francés Joseph Léopold Sigisbert Hugo (1773‑1828), nombrado conde por José I Bonaparte, rey de España, y de Sophie Trébuchet (1772‑1821), y hermano del icónico dramaturgo y poeta Victor Hugo y del también poeta Eugène Hugo.

## Biografía
Fue bautizado muy tarde, porque su familia era revolucionaria. Su padre fue Joseph Léopold Sigisbert Hugo (1773‑1828), general de los ejércitos napoleónicos, luego nombrado conde, que participó en la invasión de España. En Madrid Abel y sus hermanos se formaron en el Seminario de Nobles cuando reinaba el rey José I. En 1814 el Conde d’Artois le hizo con sus hermanos caballero de la Orden de Lys en reconocimiento por el papel jugado por su madre en la conspiración Malet. Fundó en diciembre de 1819 la revista Le Conservateur Littéraire. En la Sociedad de Buenas Letras de París ofrece cursos de español. Víctor Hugo entrará gracias a él en dicha Sociedad. En 1822 publica su traducción del Romancero, que su hermano citará en el famoso prefacio de su Cromwell: "Les admirables romanceros espagnols, véritable Iliade de la Chevalerie" (Los admirables romanceros españoles, verdadera Iliada de la Caballería).
Abel apadrina al hijo de Víctor Charles en 1826. Se casa al año siguiente con Julie Duvidal de Montferrier, y tendrá su primer hijo, Leopoldo, en 1828, y el segundo, Jules, en 1835. Abel trabaja en la Revue des deux mondes en 1833, y hace aparecer La France pittoresque, ou description pittoresque, topographique et statistique des départements et colonies de la France, offrant en résumé pour chaque département et colonie l'histoire, les antiquités, la topographie, la météorologie, l’histoire naturelle, la division politique et administrative, la description générale et pittoresque du pays, la description particulière des villes, bourgs, communes et châteaux, celle des mœurs, coutumes et costumes etc.; avec des notes sur les langues, idiomes et patois, sur l'instruction publique et la bibliographie locale, sur les hommes célèbres, etc., et des renseignements statistiques sur la population, l'industrie, le commerce, l'agriculture, la richesse territoriale, les impôts, etc., etc. Accompagnée de la statistique générale de la France sous le rapport politique, militaire, judiciaire, financier, moral, médical, agricole, industriel et commercial (por departamentos, en tres volúmenes) en 1835. De 1836 a 1843, sale una Histoire générale de la France par les manuscrits en 5 volúmenes, seguida en 1838 de una France militaire: histoire des armées françaises de terre et de mer, de 1792 à 1833 de 1792 a 1837, también en cinco volúmenes. Con Couché hijo escribió Histoire de la campagne d'Espagne en 1823 (Paris, Lefuel: 1824), 2 vols. e Histoire de l'empereur Napoléon (Paris: Perrotin, 1833).
- Datos: Q318448
- Multimedia: Abel Hugo / Q318448